# Mengenkontinuitätsbedingung
Beim Konzept des Einhaltens von Mengenkontinuitätsbedingungen handelt es sich um ein Konzept aus der Theorie der schlanken Produktion (engl. Lean Production), das darauf hinausläuft, dass keine Bewegungen von und hin zu Materialzwischenlagern (den sogenannten „Pufferlagern“ bzw. „Ausgleichslagern“) bei unfertigen Erzeugnissen vorkommen dürfen/sollen. Es geht dabei um die Produktionsprogrammplanung für Mehrstufenproduktionen in Lean-Production-Modellen, bei denen in jeder Produktionsstufe mehrere (Partial-)Produktionsprozesse eingesetzt werden können. Gemäß aus der Lean-Production-Theorie herrührenden betriebswirtschaftlichen Vorstellungen sollen Mengenkontinuitätsbedingungen die Kostenträgerrechnung nicht unberührt lassen, etwa, wenn es darum geht, mit Hilfe bestimmter Kalkulationsverfahren für Mehrstufenproduktionen Kosten auf Kostenträger (Produkte, Aufträge etc.) umzulegen.
Wird das Enderzeugnis in einem mehrstufigen Produktionsprozess in einer Art und Weise gefertigt, dass Teilleistungen von Komponenten, die von der jeweils vorgelagerten Stufe ausgebracht werden, gegenüber denen, die in der jeweils nachgelagerten Stufe eingesetzt werden, in ihrer Anzahl mehr oder weniger differieren, so sind die Mengenkontinuitätsbedingungen nicht erfüllt. Dann entstehen Bestandsveränderungen zwischen den Produktionsstufen, die durch die Verwendung von Zwischenlagern ausgeglichen werden müssen. In solchen Fällen muss eine Bestandsführung für die Kalkulation die benannten Bestandsveränderungen unbedingt festhalten, denn in der Berechnung der Selbststückkosten würde ansonsten das Ermitteln des additiven Quotienten aus Herstellkosten und gesamter produzierter Menge zu einem falschen Ergebnis führen.
Das Nichterlauben von Pufferlagern in der schlanken Produktion besitzt einerseits einen Kostenvorteil gegenüber einer lagergestützten Produktionsweise, andererseits können dadurch, dass keine Pufferlager vorhanden sind, Fehler in der Produktion nicht abgepuffert werden.